# Stabies
Pour la commune italienne, voir Castellammare di Stabia

L'éruption du Vésuve en 79 (avec des noms latins).

Stabies (latin : Stabiae) est une ancienne ville romaine, située à côté de Pompéi et touchant l'actuelle Castellammare di Stabia, à 16 km du Vésuve. Cette cité fut largement détruite, comme Pompéi, Herculanum et Oplontis par deux mètres d'ejecta tombés lors de l'éruption de 79 ap. J.-C.. Stabies est connue pour ses thermes romains ainsi que ses fresques.
Les fouilles de Stabies ont commencé en 1749 et continuent encore aujourd'hui.

## Histoire

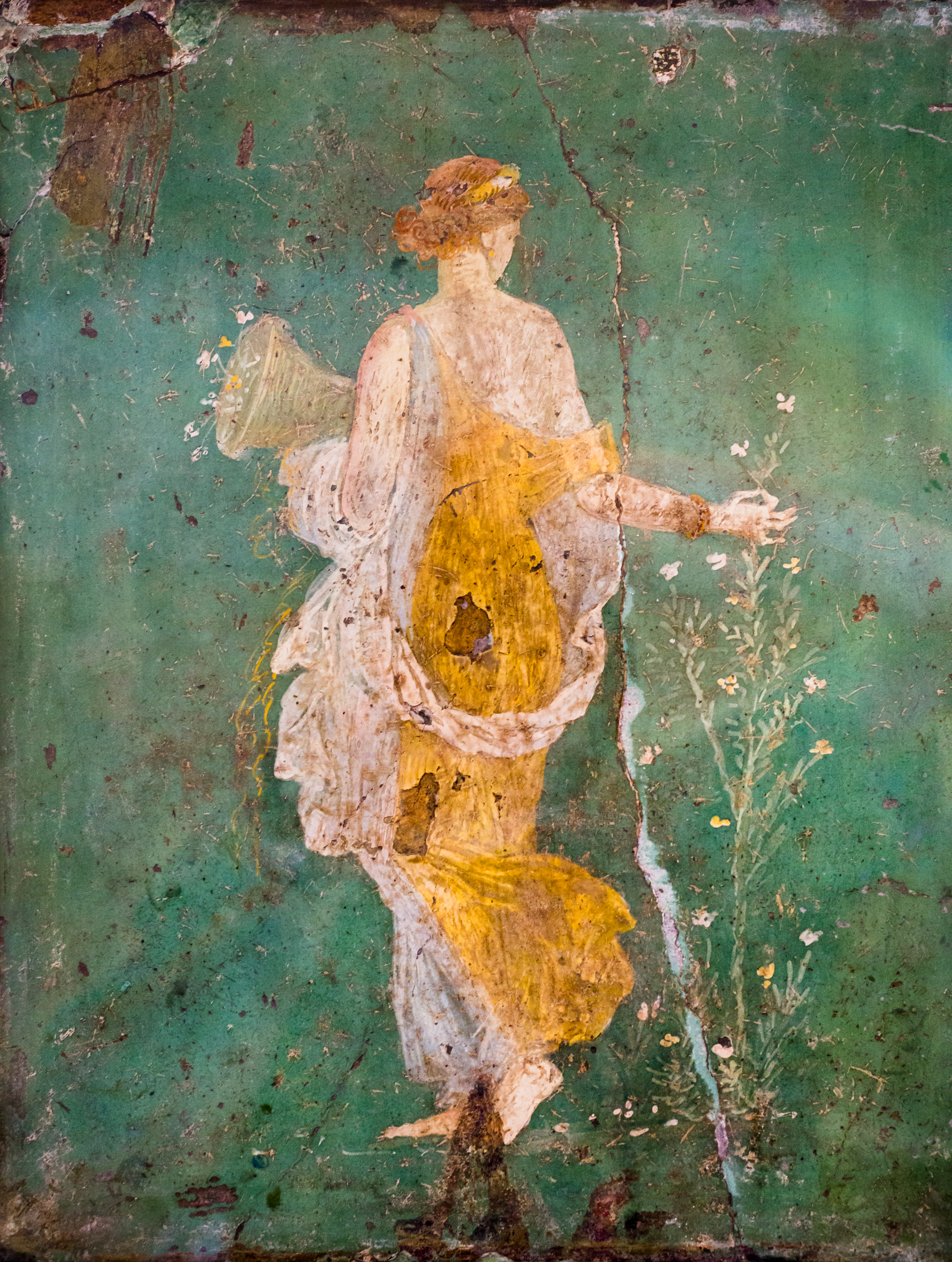
Primavera di Stabiae

À l'origine un petit port depuis le VIe siècle av. J.-C., il a toujours été concurrencé par le plus grand port de Pompéi. La ville fut détruite par Lucius Cornelius Sulla le 30 avril 89 av. J.-C. durant la guerre sociale. L'auteur romain, naturaliste et amiral Pline l'Ancien a rapporté que la ville avait été reconstruite et était devenue une station balnéaire pour les riches Romains. Il rapporta également que des luxueuses villas s'étendaient sur toute la côte, sur plusieurs kilomètres, toutes ayant une superbe vue panoramique de toute la baie de Naples.

## Éruption de 79 ap. J.-C.
Pline le Jeune, alors âgé de 17 ans, et Pline l'Ancien, son oncle, gouverneur de la flotte de Misène, se trouvaient dans cette ville lorsque l'éruption débuta. Ce dernier traversa la baie avec ses navires, en partie pour observer l'éruption de plus près, en partie pour secourir des habitants réfugiés sur les plages.
Devant une première impossibilité d'accoster à cause des débris volcaniques, il continua au sud vers Stabies et y mourut asphyxié sur la plage.
Contrairement à Pompéi qui fut recouverte par plusieurs mètres de cendre et abandonnée, Stabies fut reconstruite après l'explosion du Vésuve.

## Les villae de Stabies

### Villa d’Ariane

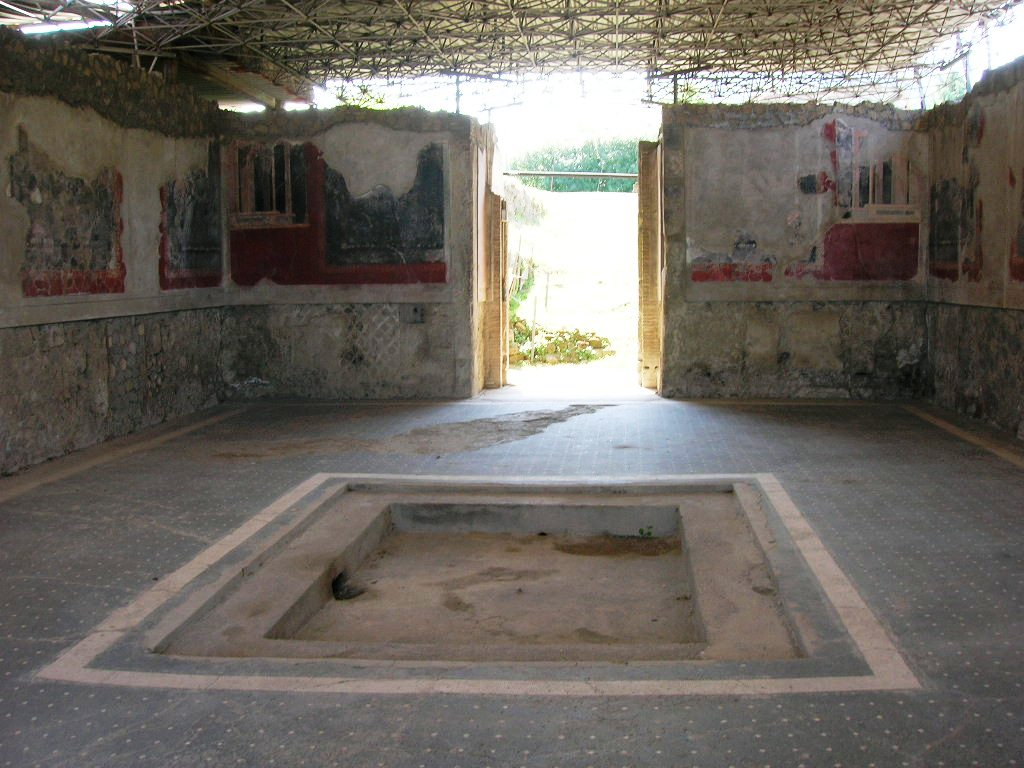
Villa d'Ariane

La villa d’Ariane était une riche demeure admirablement située face au golfe de Naples et au Vésuve. On voit encore tout un système de rampe d’accès qui permettait aux résidents de la villa d’accéder à la mer.
Cette villa est composée de deux parties :
- la pars urbana, organisée autour de l’atrium, ce qui témoigne que la villa était principalement dans ses origines d’usage productif.
- la pars rustica organisée autour du péristyle.

Le quartier servile (ergastulum) est d’une grande importance, il couvre tout le bloc résidentiel de l’est.
Au début de l’empire, un remarquable ensemble thermal apparaît avec un caldarium, un laconicum et un petit péristyle.
Deux triclinia donnent sur un jardin, viridarium. L’énorme quadriportique a permis au maître particulièrement exigeant d’aménager un gymnase complétant le quartier thermal.

### Villa San Marco

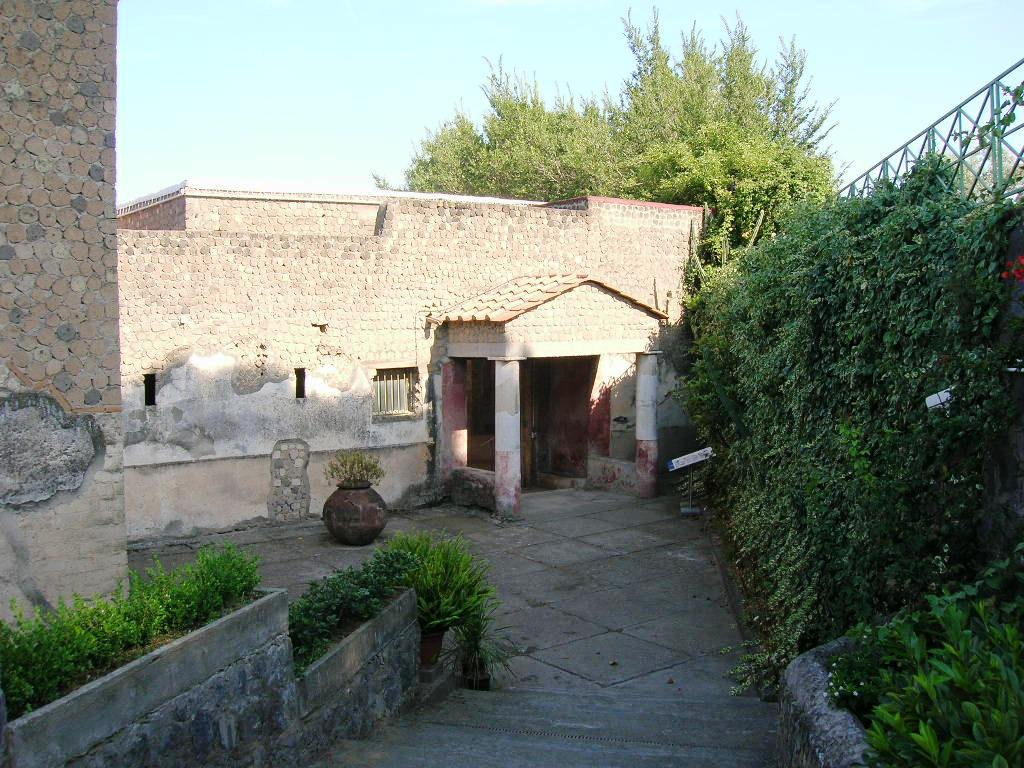
Villa San Marco

La villa San Marco, construite à l’époque d’Auguste, fut édifiée sur deux niveaux dans une architecture raffinée et agrémentée de jardins et piscines, devait également être une somptueuse villa de campagne. Au Ier siècle apr. J.-C., le noyau d’origine fut agrandi par l’adjonction d’un grand jardin avec un portique, d'une loggia et l’aménagement d’une piscine entourée de deux rangées de platanes.
La villa est organisée en quartiers d’orientation différente. En face, le quartier de la piscine avec le nymphée en demi-cercle et un immense triclinium donnait sur la baie, à droite le portique en forme de U dont il manque la galerie droite, à gauche le quartier des bains, en oblique en haut de l’atrium, la partie la plus ancienne qui donnait sur une rue de l’antique Stabies.
Il est particulièrement intéressant de visiter notamment le caldarium dans le quartier thermal où l’on peut voir un dispositif très efficace pour maintenir l’eau bien chaude, l’immense cuisine avec un banc de cuisson, le nymphée et les appartements de chaque nymphée, l’un bien exposé au soleil, pour l’hiver, l’autre dans la pénombre, l’été.

#### Sites
- Boscoreale
- Herculanum
- Oplontis
- Pompéi

#### Éruption de 79
- Éruption du Vésuve en 79 :
- Destruction de Pompéi
- Géologie et histoire éruptive du Vésuve

#### Ressources
- Style pompéien
- Pompéi dans les aquarelles de Luigi Bazzani
- Musée archéologique national de Naples
- Art de la Rome antique
- Peinture romaine
- Mosaïque romaine
- Villa rustica
- Villa romaine
- Villa suburbaine
- Villa urbana
- Domus
- Table de Peutinger
- Pline l'Ancien
- Pline le Jeune

#### Autres cités antiques ensevelies par des éruptions
- Akrotiri
- Joya de Cerén

#### Divers
- Cité perdue